# Araihazar
Araihazar är ett underdistrikt i Bangladesh. Det ligger i den centrala delen av landet, 28 kilometer öster om huvudstaden Dhaka.
Trakten runt Araihazar består till största delen av jordbruksmark. Runt Araihazar är det mycket tätbefolkat, med 1 411 invånare per kvadratkilometer.